# Инче
Инче или книжовно Хинче (на македонска литературна норма: Инче) е село в Северна Македония, в община Брод (Македонски Брод).

## География
Селото се намира в областта Поречие в източното подножие на планината Добра вода.

## История
В XIX век Инче е село в Поречка нахия на Кичевска каза на Османската империя. В „Етнография на вилаетите Адрианопол, Монастир и Салоника“, издадена в Константинопол в 1878 година и отразяваща статистиката на населението от 1873 година Хинче (Hintché) е посочено като село с 10 домакинства с 55 жители българи.
Според статистиката на Васил Кънчов („Македония. Етнография и статистика“) от 1900 година Инче е населявано от 100 жители българи християни.
На Етнографската карта на Битолския вилает на Картографския институт в София от 1901 година Инче е чисто българско село в Кичевската каза на Битолския санджак с 20 къщи.
Цялото село в началото на XX век е сърбоманско. Според митрополит Поликарп Дебърски и Велешки в 1904 година в Инче има 18 сръбски къщи. По данни на секретаря на Българската екзархия Димитър Мишев („La Macédoine et sa Population Chrétienne“) в 1905 година в Хинче има 160 българи патриаршисти сърбомани.
След Междусъюзническата война в 1913 година селото попада в Сърбия.
Църквата „Свети Талалей“ е изградена в 1918 година.
На етническата си карта на Северозападна Македония в 1929 година Афанасий Селишчев отбелязва Инче като българско село.
Според преброяването от 2002 година селото има 30 жители – 29 македонци и 1 друг.